# John McNair
John McNair   (Boston, 6 d'octubre de 1887 - Tyneside, 18 de febrer de 1968) va ser un polític socialista anglès.

## Biografia
McNair va néixer a Boston tot i que es va traslladar a Tyneside a una edat primerenca. Va deixar l'escola quan tenia tretze anys i va treballar com a noi dels encàrrecs. Es va unir al Partit Laborista Independent (ILP) i va participar en les campanyes electorals de Victor Grayson el 1910. El 1911 es va traslladar a Coventry en un intent de trobar una feina fixa, fet que la seva activitat política va dificultar, i després es va traslladar a París, on va viure i treballar fins al 1923. Va treballar com a secretari d'organització a Londres per a l'ILP durant les eleccions al Parlament de 1924, però va tornar a París on va treballar durant els següents dotze anys.
El 1936, McNair va tornar de nou a Anglaterra i va ser nomenat secretari d'organització i representant internacional de l'ILP. Amb tot, va viatjar a Espanya amb John McGovern a fi d'estudiar el paper de l'Església Catòlica en la Guerra Civil espanyola. Quan McGovern va tornar a Escòcia, McNair es va quedar a Barcelona dirigint l'oficina política de l'ILP i fent les gestions per a l'arribada de voluntaris britànics per a lluitar amb el POUM, com ara George Orwell. Després de la persecució del POUM durant les Fets de Maig de 1937, va fugir d'Espanya amb Orwell i dos companys més. 
McNair va ser elegit secretari general de l'ILP l'any 1939 i es va presentar a les eleccions de Bristol Central de 1943, obtenint el 7,3% dels vots. Va escriure una biografia de James Maxton titulada The Beloved Rebel. El 1945 va assistir al 5è Congrés Panafricà a Manchester en representació de l'ILP, un acte al qual també van assistir William Edward Burghardt Du Bois i Kwame Nkrumah. El 1955 es va retirar de la secretaria general i va tornar a Tyneside quan va finalitzar una llicenciatura en Història a la Universitat de Durham. Als 72 anys va realitzar una tesi doctoral sobre l'obra d'Orwell.